# 鹤西
鹤西（1908年3月23日—1999年1月24日），本名程侃声，鹤西為笔名。生于湖北省安陆市雷公镇曹家冲。中国现代水稻种质资源学家，诗人，翻译家，散文家。长期在云南研究水稻，足迹踏遍云南各地，对水稻的起源演化有深入的研究，创立形态指数法鉴别稻种的籼粳。1999年卒于昆明。

## 初入文坛
1926年春天，徐志摩和闻一多合编《晨报副刊》的《诗镌》专刊，第六期上刊出他的诗作《城上》，署名程侃声。1929年叶圣陶代郑振铎主编《小说月报》时，对这位年轻人可说是青眼有加，接连几期都刊发了鹤西的诗作，每期常是三四首且放在重要位置。 翻译上的成绩也不可小觑。
也就在这期间，接连出版了四部译作。英国路易斯·卡罗的《镜中世界》，是他高中毕业前译的，上海北新书局1929年出版。正是这笔稿费让他在家境败落之际考上了北平大学农学院。第二本是《梦幻与青春》，原名《洛蒂卡》，春潮书局出版，时间不详，估计也在这年。第三本是俄国安德烈夫的《红笑》，与骏祥合译，岐山书店一九二九年出版。骏祥即后来成了名导演的张骏祥。第四本是彭斯的《一朵红红的玫瑰》，稍后仍由岐山书店出版。

## 退出文壇
当时鹤西和张骏祥翻译了俄国安特烈夫的小说《红笑》，交给北新书局出版，被积压了一些日子。不久梅川也翻译了这篇小说，鲁迅把它介绍给《小说月报》，获得了先发表的机会。他们都根据一个英译本，有些段落的译文不免有点相似。
鹤西怀疑梅川可能参考了他们的译本，便在《华北日报》副刊上写了一篇《关于红笑》，不料惹恼了鲁迅先生，他很快就在《语丝周刊》上为梅川答辩，概述了梅川的翻译和他修改、介绍刊载的过程，实际上是一篇尖锐的驳斥对方的文章，题目是《关于〈关于红笑〉》。
鹤西读了鲁迅先生的文章，自認理虧，不久便退出文壇。

## 诗人译诗
鹤西晚年致力于文学创作，写了大量散文和诗词，大多见于《野花野菜集》、《初冬的朝颜》和《鹤西文集》。翻译大部分波斯诗人欧玛尔·海亚姆的《鲁拜集》，被业内认为是国内较严谨认真的译本，2010年由世界图书出版公司出版。